# Maison de Fennia
La Maison de Fennia (finnois : Fennian talo) est un bâtiment du quartier de Kluuvi à  Helsinki en Finlande.

## Présentation
Fennia est un bâtiment de style néo-baroque à la viennoise, construit dans la rue Mikonkatu à la limite de Rautatientori. 
L'édifice, conçu par les architectes Grahn, Hedman & Wasastjerna, est achevé en 1899.

## Histoire
À l'origine, le bâtiment abrite l'hôtel Fennia jusqu’à ce qu’il devienne plus tard Grand Hôtel Fennia. La cour avait un jardin d'hiver au toit de verre et une fontaine. 
L'hôtel est devenu particulièrement célèbre pour ses nombreuses soirées, notamment le 40ème anniversaire d'Ida Aalberg et la fête d'anniversaire d'Akseli Gallen-Kallela.
Pendant la guerre civile de 1918, l'hôtel héberge pendant un certain temps un hôpital militaire géré par les gardes rouges. 
L’hôtel a finalement fermé ses portes dans les années 1940, lorsque ses locaux ont été transformés en locaux commerciaux.

## Galerie

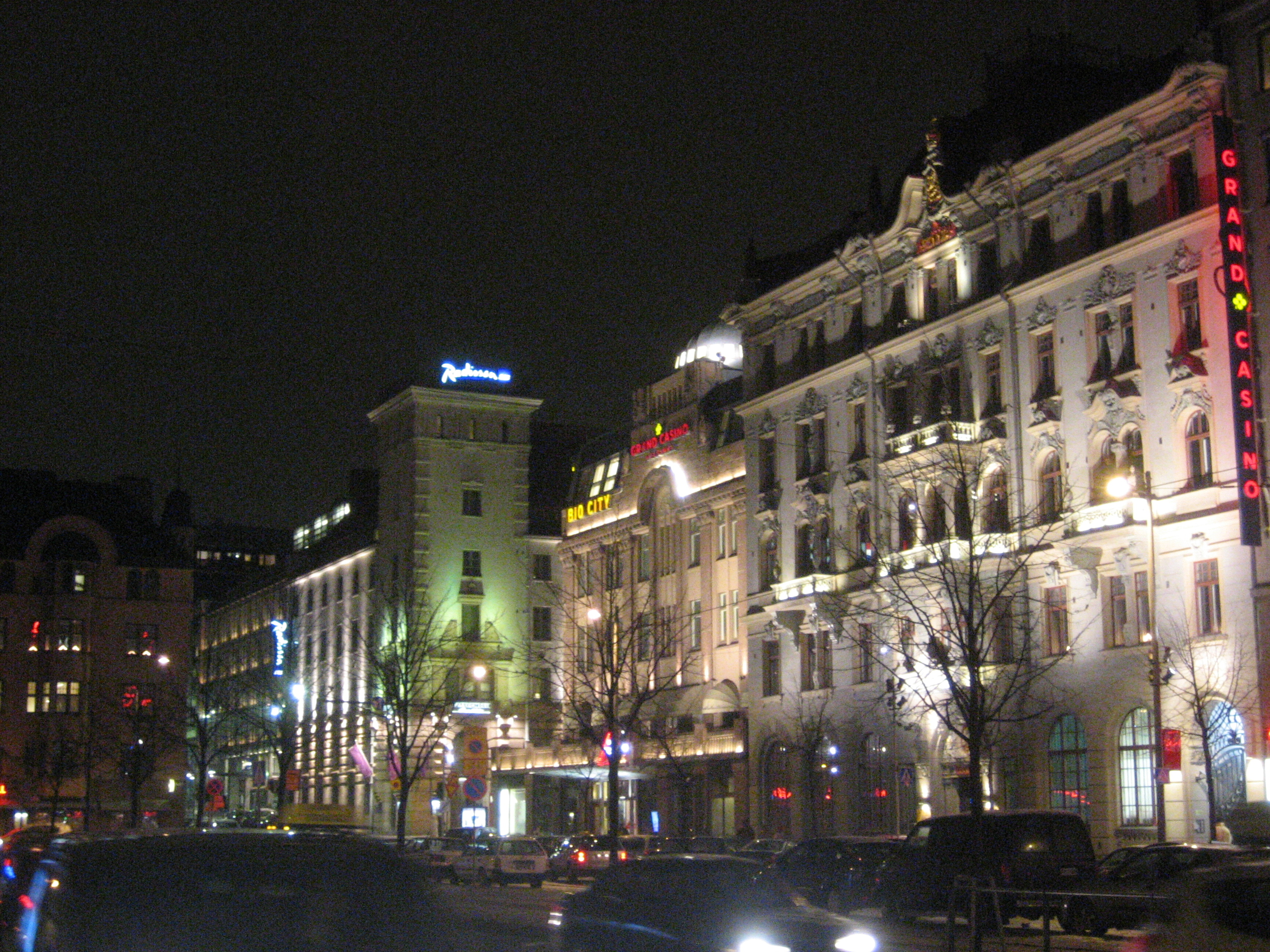
À droite, la maison Fennia.
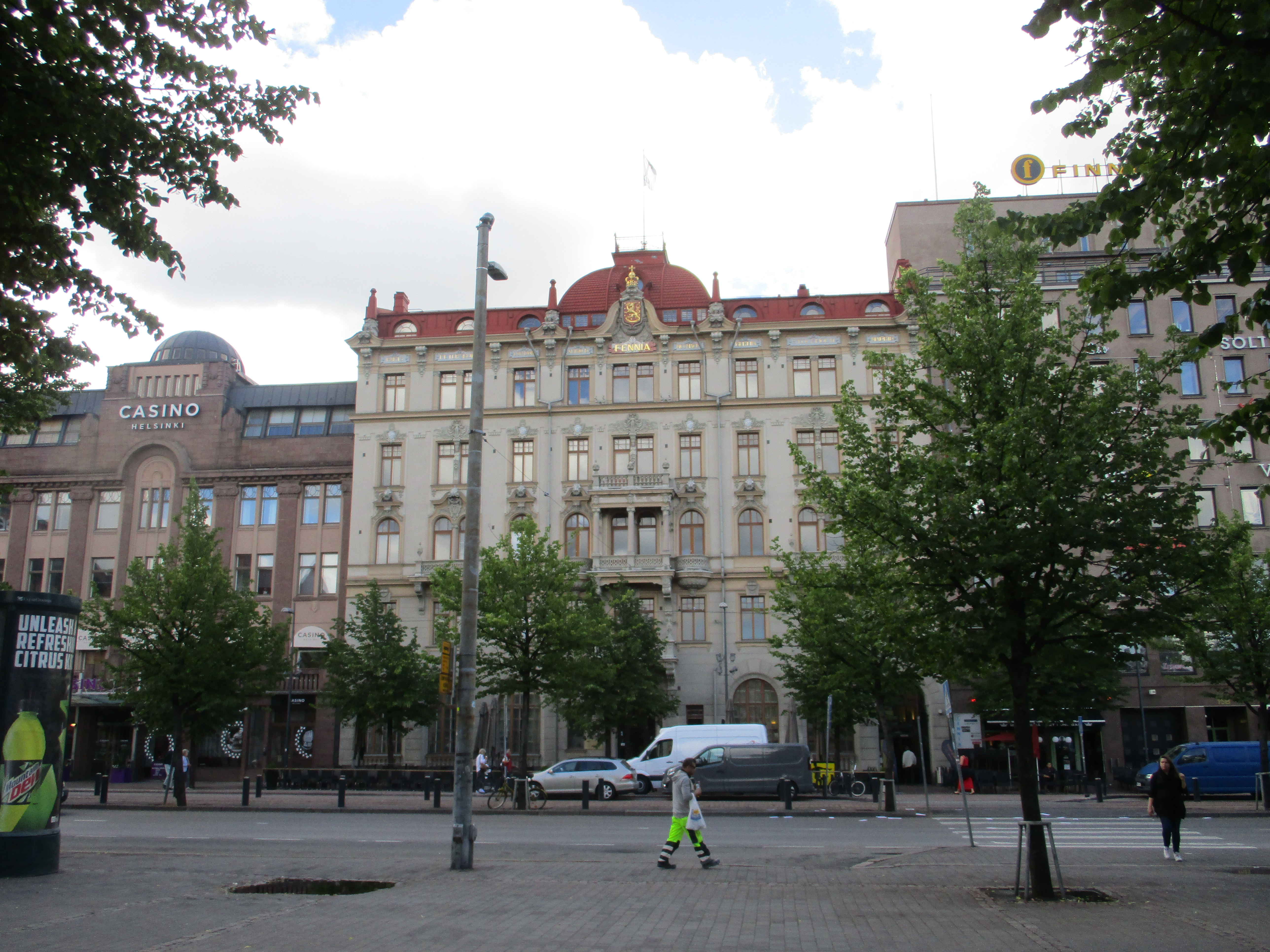